# Сере, Жан-Люк
Жан-Люк Сере (фр. Jean-Luc Seret; 4 сентября 1951, Сент-Этьен-дю-Рувре, Приморская Сена — 19 марта 2024, Bourgueil, Эндр и Луара) — французский шахматист, международный мастер (1982).
Чемпион Франции (1980, 1981, 1984, 1985).
В составе национальной сборной участник 5-и Олимпиад (1974—1976, 1980—1984) и 1-го командного чемпионата мира (1985) в Люцерне.
Умер вечером 19 марта 2024 года после последствий непродолжительной и тяжёлой болезни в возрасте 72 лет.

## Изменения рейтинга
| Графики недоступны из-за технических проблем. См. информацию на Фабрикаторе и на mediawiki.org. |